# フラン・ビジャルバ
フランシスコ・"フラン"・ホセ・ビジャルバ・ロドリゴ（Francisco "Fran" José Villalba Rodrigo、1998年5月11日 - ）は、スペイン・バレンシア出身のサッカー選手。リーガMX・サントス・ラグナ所属。ポジションはMF。

## クラブ経歴
バレンシアのエル・カバニャル地区に生まれ、地元バレンシアCFのカンテラで育成された。2014年8月1日には、その才能に目を付けたリヴァプールFCから獲得の打診があったが、これを断ってバレンシアと4年契約を結んだ。
2014-15シーズンに16歳でBチームデビュー。シーズン終了後の2015年6月26日、トップチームから声がかかり、シーズン前のプレシーズンツアーに帯同した。同年12月16日、コパ・デル・レイのバラカルドCF戦でトップチームデビューを果たした。
2018年7月21日、セグンダ・ディビシオンのCDヌマンシアにレンタルされた。ヌマンシアでは定位置を確保し、リーグ戦39試合に出場して4ゴールを挙げた。
2019年8月7日、英2部のバーミンガム・シティFCと3年契約を交わした。3日後のブリストル・シティFC戦で早速移籍後初出場を果たすと、その試合のMVPに選出された。序盤戦こそは安定した出場機会を得ていたが、若手選手のジュード・ベリンガム台頭やフィジカルの弱さが露呈し始め、12月に入るとベンチ入りさえ叶わなくなった。
2020年1月27日、出場機会を得るためにセグンダ・ディビシオンのUDアルメリアに買い取りオプション付きでレンタル移籍をした。2020-21シーズンも引き続きアルメリアにレンタルすることが決まった。
2021年8月3日、2021-22シーズンはスポルティング・デ・ヒホンにレンタル移籍することが発表された。2022年6月24日に完全移籍となったが、8月16日にマラガCFにレンタル移籍した。
2024年7月8日、サントス・ラグナに移籍した.。